# 布里地区讷夫穆捷
布里地区讷夫穆捷（法語：Neufmoutiers-en-Brie，發音：[nœfmutje ɑ̃ bʁi] ⓘ）是法国法蘭西島大區塞纳-马恩省的一个市镇。 

## 地理
布里地区讷夫穆捷（48°46'9"N, 2°49'56"E）面积15.9 平方千米，位于法国法蘭西島大區塞纳-马恩省，该省份为法国北部内陆省份，北起瓦兹省，西接埃松省、马恩河谷省、塞纳-圣但尼省和瓦兹河谷省，南至卢瓦雷省，东南接约讷省，东临马恩省和奥布省，东北接埃纳省。
与布里地区讷夫穆捷接壤的市镇（或旧市镇、城区）包括：莱沙佩勒波旁、法维耶尔、布里地区拉乌赛、莫尔塞夫、布里地区图尔南、孔特新城、圣但尼新城。
布里地区讷夫穆捷的时区为UTC+01:00、UTC+02:00（夏令时）。

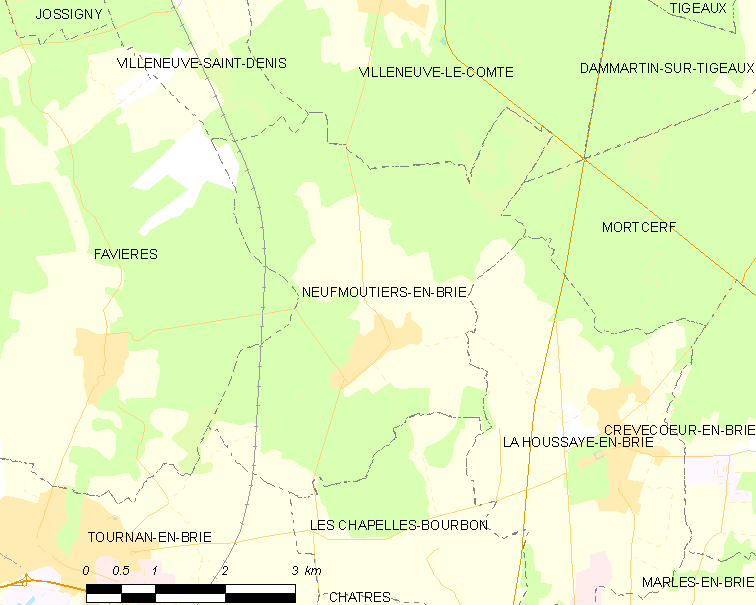
布里地区讷夫穆捷的OSM定位图

## 行政
布里地区讷夫穆捷的邮政编码为77610，INSEE市镇编码为77336。

## 政治
布里地区讷夫穆捷所属的省级选区为丰特奈-特雷西尼县。

## 人口

1962-2008年间布里地区讷夫穆捷人口变化图示

布里地区讷夫穆捷于2022年1月1日时的人口数量为1277人。